# Papinsaari (ö i Finland, Birkaland, Sydvästra Birkaland)
Papinsaari är en ö i Finland. Den ligger i sjön Rautavesi och Liekovesi och i kommunen Sastamala i den ekonomiska regionen  Sydvästra Birkaland och landskapet Birkaland, i den sydvästra delen av landet, 170 km nordväst om huvudstaden Helsingfors. Öns största längd är 1,2 kilometer i nord-sydlig riktning.